# Абесалом и Этери (опера)

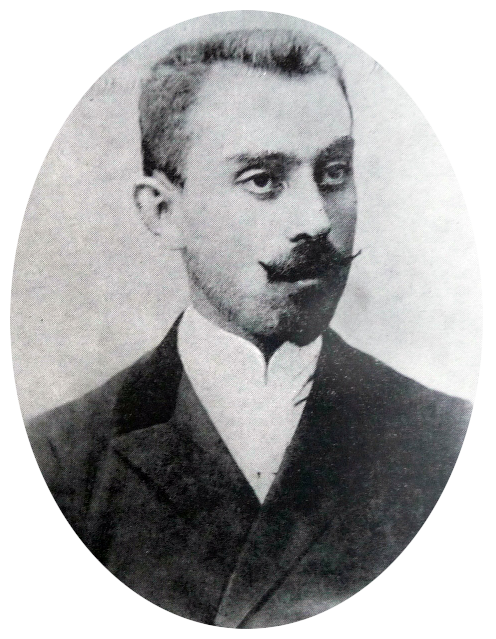
Захарий Палиашвили, автор оперы «Абесалом и Этери».

«Абесало́м и Эте́ри» [ Э т э́ р и ] (груз. აბესალომ და ეთერი) — опера Захария Петровича Палиашвили в 4-х действиях, по либретто П. Мирианашвили, написанном по мотивам средневекового грузинского сказания «Этериа́ни» [ Э т э р и а́ н и ] с использованием стихов Шоты Руставели и Ильи Григорьевича Чавчавадзе.

## История постановок
З. П. Палиашвили начал работать над оперой в 1910 году и закончил её в 1918 году.
Первое представление оперы состоялось 21 февраля 1919 года в Тифлисе в Тифлисском театре оперы и балета под управлением автора.
В 1924 году опера была поставлена там же К. Марджанишвили и А. Ахметели (премьера состоялась 16 октября).
В 1937 году опера была показана в Москве на декаде грузинского искусства. А в 1939 году московский Большой театр под управлением А. Ш. Мелик-Пашаева (режиссёр Р. Н. Симонов, художник В. Ф. Рындин) осуществил её первую постановку на русской сцене — премьера состоялась 19 июня. Исполнители: Этери — Кругликова, Абесалом — Ханаев, Натэла — Шевченко, Мурман — Селиванов, Тандарух — Зелезинский.
Опера ставилась также в ленинградском Театре им. С. М. Кирова (премьера — 26 мая 1972 года, под управлением К. А. Симеонова).

## Действующие лица
- Абио, царь Карталинии — бас
- Абесалом, его наследник — тенор
- Натэла, царица, мать Абесалома — меццо-сопрано
- Мариха, сестра Абесалома — сопрано
- Этери, сирота — сопрано
- Мачеха Этери — меццо‑сопрано
- Мурман, визирь Абесалома — баритон
- Наана, мать Мурмана — меццо‑сопрано
- Тандарух, военачальник — тенор
- Гость (первый запевала) — тенор
- Придворный — бас
- Девять братьев и девять сестёр Мурмана, придворные, воины, танцоры и танцовщицы, певцы, музыканты, слуги

## Изложение либретто
Действие оперы происходит в древней Грузии.
Действие первое
В лесистой горной местности со злой мачехой живёт бедная крестьянская девушка Этери. Однажды, возле лесного ручья, красавицу-девушку обнаруживает охотившийся здесь молодой царевич Абесалом, сопровождаемый визирем Мурманом и свитой. С восхищением смотрит на Этери Абесалом. Он предлагает ей дорогие подарки, клянётся в вечной любви. Однако девушка не верит ему: ведь для царевича она только забава. Страстью к прекрасной Этери охвачен и сопровождающий Абесалома Мурман.
И всё-таки, у Этери возникло ответное чувство любви к Абесалому, который вернулся, чтобы увезти Этери в свой замок. Этери клянётся Абесалому быть верной женой. Но любовь Этери и Абесалома ещё больше душит Мурмана, сопровождающего царевича; визирь готов любой ценой добиться любви Этери.
Действие второе
Во дворце царя Абио празднуется свадьба Абесалома и Этери. Под звуки труб и звон колоколов появляются жених и невеста. Царь благословляет их. Мурман вручает невесте свадебный подарок, который лишает девушку здоровья и красоты. И только Мурман знает средство исцеления.
Действие третье
Глубокая скорбь царит во дворце. Никто не знает, как помочь Этери. Только Мурман уверяет, что сможет её исцелить, если Этери покинет замок Абесалома. После долгих колебаний Абесалом соглашается отпустить Этери в замок Мурмана.
Действие четвёртое
В замке Мурмана, среди снежных гор здоровье, вернулось к Этери. Здесь все с ней ласковы и заботливы, но Этери скучает по Абесалому. Но когда царевич появляется в замке Мурмана в надежде увидеть свою возлюбленную, она отказывается встретиться с ним: ведь отдав её другому, Абесалом нарушил обет вечной любви. Тогда Абесалом отправляет визиря в далёкое путешествие и посылает к Этери свою мать. Но и мольбы царицы Натэлы не действуют на Этери. И тогда Мариха — сестра Абесалома — рассказывает в песне о страданиях своего брата, умирающего от любви. Растроганная Этери покидает замок ради возлюбленного. Радостно встречает её Абесалом — он рад, что коварному Мурману так и не удалось добиться любви Этери, но обессиленный умирает. Не в состоянии перенести смерть возлюбленного, Этери закалывается кинжалом царевича и умирает рядом с Абесаломом.

## Экранизации
В 1966 вышел фильм «Абесалом и Этери» (реж. Леонард Эсакия), снятый на киностудии «Грузия-фильм».